# YeoJin
"YeoJin" (também conhecido como Haseul & YeoJin ou LOOΠΔ & YeoJin) é o quarto single do projeto pre-debut do girl group sul-coreano LOOΠΔ. Foi lançado em 16 de janeiro de 2017, pela Blockberry Creative e distribuído pela CJ E&M. Ele apresenta a integrante YeoJin e contém três faixas, seu solo "Kiss Later", um dueto entre HyunJin e HeeJin intitulado "My Sunday", e um dueto entre ela e HaSeul intitulado "My Melody".

## Promoções e lançamento
Em 4 de janeiro de 2017, a quarta integrante, YeoJin, foi revelada. Em 12 de janeiro, o vídeo teaser para o single de estréia de YeoJin, "Kiss Later" foi lançado. Nos dias seguintes, um teaser para o segundo single de HeeJin e HyunJin, "My Sunday", e um teaser para o primeiro single de HaSeul e YeoJin "My Melody" foi revelado. O vídeo oficial de YeoJin "Kiss Later" foi lançado em 16 de janeiro, seguido por HeeJin e HyunJin "My Sunday" em 17 de janeiro, e finalmente HaSeul e YeoJin "My Melody" em 18 de janeiro.
Três versões físicas do single foram lançadas: uma apresentando apenas YeoJin na capa, outra intitulada "HaSeul & YeoJin", que tinha ambos os membros na capa, e uma versão intitulada "LOOΠΔ & YeoJin", que teve YeoJin e membros HeeJin e HyunJin na capa.
YeoJin realizou quatro fansings, todos os quais aconteceram em Seul: duas sozinha, um com HaSeul e outro com HeeJin e HyunJin.
Em 2 de fevereiro, um videoclipe coreográfico de "Kiss Later" foi lançado.

## Videoclipes
O videoclipe de "Kiss Later" mostra que YeoJin está sendo assediada por um príncipe sapo, como ela, que é mostrada em várias vezes através do vídeo como uma princesa, tem que escolher se quer beijá-lo ou não. O final não mostra se ela o beijou ou não, mas a língua dela, ao ser estirada, mostrou ter se tornado semelhante a um doce. Algumas referências feitas no vídeo incluem Cinderela, Bela Adormecida e Aladdin, e o cenário é semelhante ao dos programas de TV orientados para crianças, incluindo cenários de desenho e teatro de fantoches.
Os videoclipes de "My Sunday" e "My Melody" foram filmados em Taipei, Taiwan, e mostram as meninas andando por Taipei e sincronizando os lábios com suas respectivas músicas em quartos de hotel.

## Lista de faixas
| N.º            | Título         | Letras                            | Música                                       | Arranjo                                | Duração |  |
| 1.             | "Kiss Later"   | Hwang Hyun (MonoTree), Shin Annes | Hwang Hyun (MonoTree)                        | Hwang Hyun (MonoTree)                  | 3:20    |  |
| 2.             | "My Sunday"    | GDLO, Shin Annes                  | Kim Yoo Seok, Chu Dae Gwang (MonoTree), GDLO | Chu Dae Gwang (MonoTree), Kim Yoo Seok | 3:03    |  |
| 3.             | "My Melody"    | GDLO, Shin Annes                  | Kim Yoo Seok, Chu Dae Gwang (MonoTree), GDLO | Chu Dae Gwang (MonoTree), Kim Yoo Seok | 3:03    |  |
| Duração total: | Duração total: | Duração total:                    | Duração total:                               | Duração total:                         | 9:26    |  |

## Desempenho nas paradas
| Parada                   | Melhores posições | Vendas        |
| ------------------------ | ----------------- | ------------- |
| Gaon Weekly Album Chart  | 21                | - KOR: 2,015+ |
| Gaon Monthly Album Chart | 59                | - KOR: 2,015+ |